# Able Archer 83

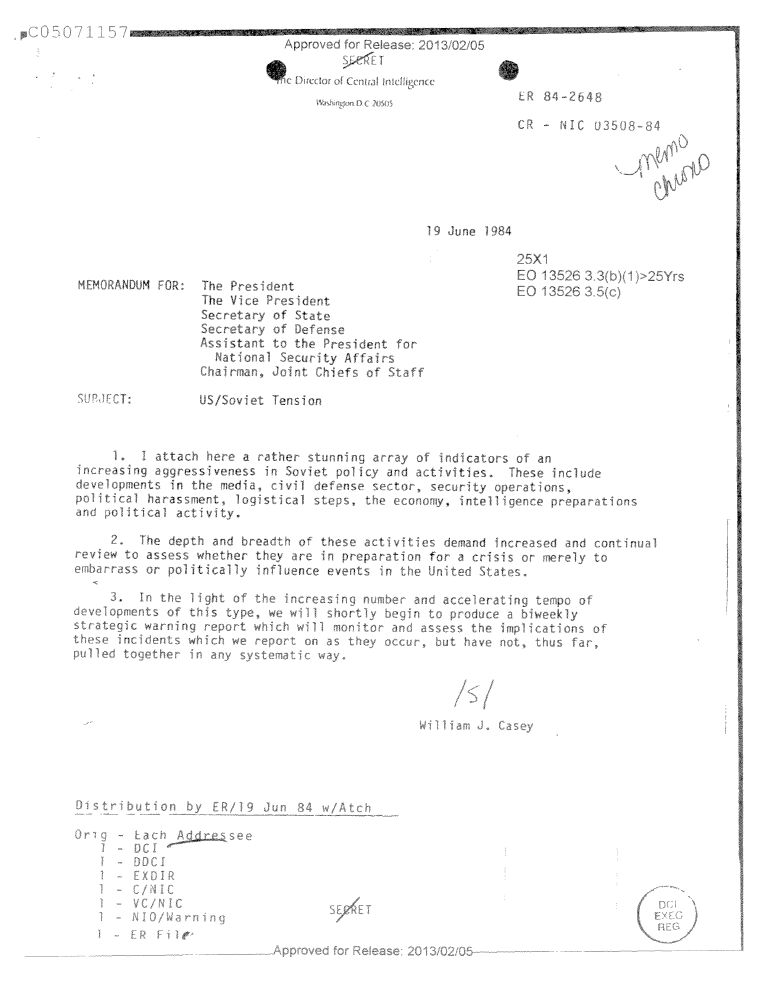
Memorandum von CIA-Direktor William J. Casey, in dem dieser Präsident Reagan über die wachsenden Spannungen mit der Sowjetunion unterrichtet, 1984 (freigegeben 2013)

Able Archer 83 (Anhörenⓘ) (engl. für „versierter Bogenschütze“) war eine europaweite NATO-Kommandostabsübung vom 7. bis 11. November 1983, die einen Atomkrieg simulierte. Der hohe Realitätsgrad, die strenge Geheimhaltung sowie das zu dieser Zeit besonders angespannte Verhältnis zwischen den USA und der Sowjetunion sollen im Warschauer Pakt zu dem Verdacht geführt haben, es handele sich bei der Übung um einen Deckmantel für einen tatsächlich unmittelbar bevorstehenden Nuklearschlag. Im Jahr 2013 veröffentlichte Protokolle der Politbürositzungen bestätigten dies jedoch nicht. Dies mag dem Umstand geschuldet gewesen sein, dass der KGB die ihm vorliegenden Informationen nicht direkt an das Politbüro weiterleitete, weil sie im Kontakt zu Doppelagenten widersprüchlich erschienen.

## Zunehmende Spannungen

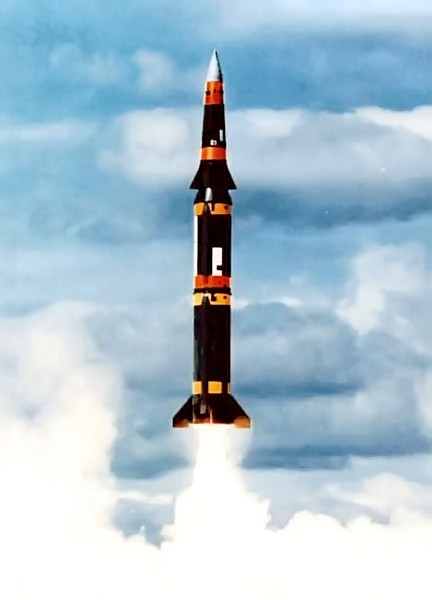
US-Mittelstreckenrakete Pershing II

Seit 1979 hatten die Stationierung sowjetischer SS-20 im Westteil der UdSSR und die unmittelbar darauf folgende forcierte nukleare Nachrüstung der NATO (NATO-Doppelbeschluss) sowie der Sowjetisch-Afghanische Krieg zu einer Verschärfung des Kalten Krieges geführt. Beide Supermächte rechneten verstärkt mit einem nuklearen Erstschlag der Gegenseite. Im Februar 1981 begann die NATO unter US-Führung mit einer Reihe von Aktionen der psychologischen Kriegsführung: NATO-Flottenverbände kreuzten verstärkt im Nordatlantik, der Ostsee und im Schwarzen Meer. Zusätzlich näherten sich US-Bomber wiederholt dem sowjetischen Luftraum extrem nahe an, um die Bereitschaft der NATO für einen Nuklearschlag zu demonstrieren und die Leistungsfähigkeit der sowjetischen Luftabwehr zu testen.
Auf sowjetischer Seite führte diese Entwicklung im Mai 1981 zur im Westen so genannten Operation RJaN: Ausgehend von der Annahme, dass die NATO einen nuklearen Erstschlag vorbereite, startete der KGB eine seiner größten Spionageoperationen. In deren Verlauf sollten Agenten aufklären, wie genau der befürchtete westliche Angriff geplant war und wann er stattfinden sollte.
Im Jahr 1983 nahmen die Spannungen zu. Der Eindruck eines bevorstehenden Atomschlags wurde durch eine Reihe von Ereignissen im Laufe des Jahres verstärkt. Am 8. März 1983 betitelte US-Präsident Ronald Reagan in einer Rede die Sowjetunion als Reich des Bösen. Am 23. März 1983 verkündete Reagan den Beginn des Raketenabwehrprogramms SDI, das von der Sowjetunion als Versuch angesehen wurde, das Rüstungsgleichgewicht auszuhebeln.
Das Bundesministerium der Verteidigung (BMVg) gab im September 1983 bekannt, dass die Sowjetunion über 39 Stellungen mit 351 einsatzbereiten SS-20-Raketen mit maximal 1053 nuklearen Gefechtsköpfen verfügt, von denen 243 Raketen in den westlichen sowjetischen Militärbezirken Belarus, Karpaten und Ural aufgestellt waren. Trotz des Angebotes der Sowjetunion, diese auf die Anzahl der britischen und französischen Systeme, insgesamt 162 Raketen, zu reduzieren, stand die geplante Aufstellung der Pershing-II-Raketen gemäß dem NATO-Doppelbeschluss unmittelbar bevor und erfolgte dann ab Dezember 1983 ausschließlich in der Bundesrepublik Deutschland.

## Ereignisse im unmittelbaren Vorfeld

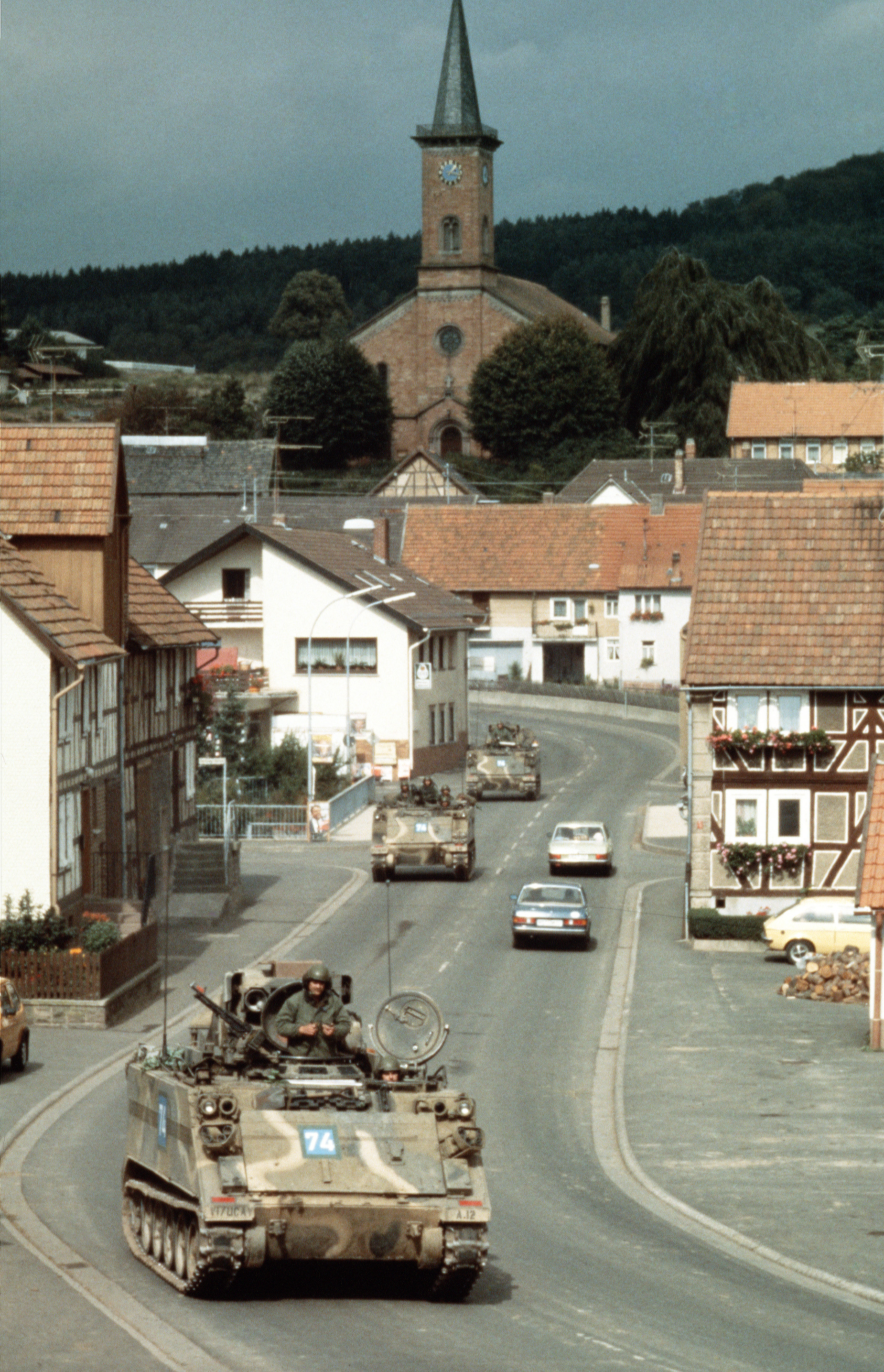
Amerikanische M113-Transportpanzer rollen durch Stockhausen (Hessen) im Rahmen des REFORGER-Manövers, 1983

Am 1. September 1983 führte der Abschuss des Korean-Air-Lines-Flugs 007 durch sowjetische Abfangjäger zu einer weiteren Eskalation der internationalen Lage.
Das alljährliche Herbstmanöver der US-Armee REFORGER FTX – Confident Enterprise (Autumn Forge 83) vom 19. bis 30. September 1983 umfasste rund 65.000 Soldaten. Der Übungsraum befand sich in der Region Bad Hersfeld, Vogelsbergkreis, Gießen, Main-Kinzig-Kreis. Wie üblich wurden große Truppenverbände aus den USA eingeflogen.
In der Nacht zum 26. September 1983 kam es zu einer Fehlfunktion des sowjetischen Raketenfrühwarnsystems. Fälschlich wurde ein Angriff mit fünf Interkontinentalraketen vom Gebiet der USA aus gemeldet. Das besonnene Handeln des sowjetischen Oberstleutnants Stanislaw Petrow verhinderte einen nuklearen Gegenschlag.
Am 22. Oktober 1983 demonstrierten 1,3 Millionen Menschen auf einem bundesweiten Aktionstag gegen den NATO-Doppelbeschluss und für Frieden und Abrüstung im Rahmen des sogenannten Heißen Herbstes. An der Menschenkette von Stuttgart nach Neu-Ulm beteiligten sich 200.000 Menschen; bei der Kundgebung im Bonner Hofgarten waren 500.000 Menschen zugegen.
Bei einem Anschlag auf einen US-Stützpunkt in der libanesischen Hauptstadt Beirut wurden am 23. Oktober 1983 241 US-Soldaten und 58 französische Fallschirmjäger getötet. Daraufhin wurden US-Militärstützpunkte rund um den Globus in Alarmbereitschaft versetzt.
Am 25. Oktober 1983 begann mit der Operation Urgent Fury die US-Invasion in Grenada.

## Manöver
Nach dem jährlichen REFORGER-Großmanöver der NATO begann am 7. November 1983 unter sehr realistischen Bedingungen die geheime NATO-Kommandostabsübung Able Archer 83.
Vermutlich wurde der KGB bereits Anfang 1983 auf die Vorbereitungen für Able Archer aufmerksam. Im Februar wies die Moskauer Zentrale ihre Agenten an, gezielt Entscheidungsträger der NATO-Staaten sowie das Bedienungspersonal der Waffensysteme zu überwachen, die an einem atomaren Angriff hätten beteiligt sein können. Möglicherweise ist die Anweisung auf eine erhöhte Aktivität dieses Personenkreises bei der Manövervorbereitung zurückzuführen – sie war den sowjetischen Agenten aufgefallen. Im Oktober 1983 registrierte die UdSSR zudem einen Anstieg der verschlüsselten Kommunikation zwischen Großbritannien und den USA. Dies war zwar auf die US-Invasion in Grenada zurückzuführen, passte aber in das sowjetische Bild eines bevorstehenden Atomschlags.
Able Archer spielte sich vom 7. bis 11. November 1983 vor allem auf der Kommando- und Kommunikationsebene der europäischen NATO-Staaten ab und sollte dort mit einem hohen Realitätsgrad die Vorgänge während eines Atomkriegs simulieren. Das Manöver unterschied sich von denen der Vorjahre in folgenden Punkten:
- Hochrangige Aktivitäten, verbunden mit einem simulierten Durchspielen der Alarmzustände für die Streitkräfte der USA DEFCON-Stufe 5 bis 1 (Maximale Einsatzbereitschaft – Alle verfügbaren Truppen werden eingesetzt).
- Die neuen Funkverschlüsselungsmethoden wurden im Rahmen der Übung erstmals im großen Maßstab verwendet.

Die sowjetische Seite war beunruhigt. Am 8. oder 9. November gab der KGB seinen Residenten in aller Welt Anweisung, alle erreichbaren Quellen zur Aufklärung des drohenden Nuklearangriffs heranzuziehen. Laut den Informationen des damaligen Topspions Rainer Rupp, der unter dem Decknamen „Topas“ tätig war, deutete nichts darauf hin, dass ein NATO-Angriff bevorstand. Wladimir Krjutschkow, der KGB-Vorsitzende, war nicht von seiner Überzeugung abzubringen, dass die USA konkret einen Atomschlag planten.
Entsprechend seiner Militärdoktrin, die mit einer siebentägigen Vorbereitungszeit für einen Atomangriff der NATO rechnete, versetzte der Warschauer Pakt in dieser Situation seinerseits Truppen in der DDR und im Baltikum in Alarmzustand, um der vermeintlichen westlichen Bedrohung zuvorzukommen. Ob tatsächlich auch ein sowjetischer Nuklearschlag vorbereitet wurde, ist in der Forschung umstritten. Weder das Politbüro noch die Führungsebene des sowjetischen Verteidigungsministeriums schienen von diesen Vorgängen unterrichtet gewesen zu sein. Teilweise registrierte der US-Geheimdienst CIA diese Aktivitäten, so die Alarmierung von atomar bestückbaren Bomberverbänden in der Tschechoslowakei, der Volksrepublik Polen und der DDR. Der Doppelagent KGB-Oberst Oleg Gordijewski lieferte in dieser Zeit wichtige Informationen über die Reaktion der Sowjetunion auf das Manöver. Den leitenden NATO-Offizieren wurde bewusst, in welch gefährlicher Situation sich die Supermächte befanden, und es wurde angeordnet, die Übung nicht bis in alle Details auszuspielen.
Insbesondere die geplante Teilnahme hochrangiger Regierungsmitglieder inklusive des amerikanischen Präsidenten Reagan selbst, die deren Unterbringung in Kommandobunkern beinhaltete, wurde abgebrochen. Reagan zeigte sich im Weißen Haus, machte dann einen Kurzurlaub auf seiner Ranch und stellte sicher, dass darüber in den Medien berichtet wurde.
Als Able Archer am 11. November endete, hob die UdSSR ihrerseits die Kriegsvorbereitungen auf.

## Reaktionen
Die Vorfälle wurden ab 1988 durch den KGB-Offizier und sowjetisch-britischen Doppelagenten Oleg Gordijewski öffentlich bekannt.
Von sowjetischer Seite wurde niemals offiziell bestätigt, dass Able Archer 83 militärische Reaktionen ausgelöst hätte oder das Manöver auch nur wahrgenommen worden wäre. Der stellvertretende Generalstabschef Sergei Achromejew konnte sich nicht erinnern, dass aufgrund des NATO-Manövers ein Alarm ausgelöst worden wäre. Auch Michail Gorbatschow bezeugte, dass im Politbüro der Kommunistischen Partei der Sowjetunion, dem er damals angehörte, die Angelegenheit nicht erörtert wurde.
Einige politische Kommentatoren spekulieren, dass der unmittelbar drohende Atomkrieg im Verlauf des Manövers zu einer Wende in der Politik des US-Präsidenten Ronald Reagan hin zur Entspannungspolitik gegenüber der UdSSR beigetragen habe. Reagan schrieb in seinen Memoiren, dass ihm erst nach dieser Krise bewusst wurde, wie stark die sowjetische Führung sich vor einem US-amerikanischen Atomerstschlag gefürchtet hätte.
Mark Kramer vom Davis Center for Russian and Eurasian Studies der Harvard University relativierte die tatsächliche Bedrohung, da er in den Protokollen der Sitzungen des Politbüros der Kommunistischen Partei der Sowjetunion von 1983 und Anfang 1984 keinerlei Hinweise darauf gefunden habe. Kramer veröffentlichte im September 2013 entsprechende Nachforschungen. Der Historiker Nate Jones vom National Security Archive wandte dagegen ein, Mark Kramers Analyse beruhe auf Protokollen des Politbüros von 1983 bis Anfang 1984, doch seien nicht alle Protokolle heute (Stand 2016) zugänglich und viele Debatten haben zu jener Zeit nicht im Politbüro, sondern an Juri Andropows Krankenbett stattgefunden. Simon Miles entgegnete, es seien keine derartigen Besuche verzeichnet und er hielt dieses Szenario für sehr unwahrscheinlich. Laut Dokumenten der US-Regierung, die im Februar 2021 veröffentlicht wurden, lagen den USA Informationen vor, dass sowjetische Bomberstaffeln in der DDR im November 1983 nuklear bestückt wurden und es eine Einstellung aller Routineflüge gab. Dokumente der US-Regierung über deren Wahrnehmung seien nach Einschätzung von Simon Miles jedoch kein hinreichender Beleg für die These und die Quellen aus dem Warschauer Pakt würden diese nicht stützen.
Nach der Darstellung von Rainer Rupp, der zu dieser Zeit bei der NATO in Brüssel für die Hauptverwaltung A des Ministeriums für Staatssicherheit der DDR spionierte, lag das Ausbleiben solcher Reaktionen auch an den von ihm in die DDR gelieferten Informationen, die an „Empfänger in der UdSSR“ weitergeleitet worden waren.

## Rezeption in Medien
Im Spätherbst 2015 zeigte RTL die fiktive Fernsehserie Deutschland 83 über einen Stasi-Offizier, der die Bundeswehr infiltriert und einen sowjetischen nuklearen Präventivschlag während Able Archer 83 verhindert.

## Dokumente
2013 und 2021 wurden mehrere Dokumente zu Able Archer 83 von den USA und Großbritannien freigegeben und werden seitdem von Journalisten und Wissenschaftlern analysiert. Hier eine Übersicht:
- National Security Archives: Able Archer War Scare “Potentially Disastrous”, 17. Februar 2021
- National Security Archives: Countdown to Declassification: Finding Answers to the Able Archer 83 Nuclear War Scare, Nate Jones, 4. November 2013
- National Security Archives: British Documents Confirm UK Alerted US to Danger of Able Archer 83, Nate Jones, 4. November 2013
- Nuclearinfo.org: Thirty years ago: the nuclear crisis which frightened Thatcher and Reagan into ending the Cold War, Peter Burt, 3. November 2013
- National Security Archives: The 1983 War Scare, 16. Mai 2013

## Filme/Filmdokumentationen
- 1983. Am atomaren Abgrund (Originaltitel: Soviet War Scare 1983 – Discovery Channel, 2007, 1983: The Brink of Apocalypse – Channel 4, 2008), TV-Doku-Drama.[24]
- 1983 – Die Welt am Abgrund – ZDF-History am 27. Februar 2011 (Zusammen mit dem Satellitenfehler von Petrow)
- ZDF-History: Die heißesten Momente des Kalten Krieges
- Deutschland 83 – UFA Fiction, TV-Serie. Das Manöver ist Teil der fiktiven Rahmenhandlung.